# Списък с филмите на „Уорнър Брос“ (1980 – 1989)
Това е списък с филмите, които са продуцирани, копродуцирани, и/или разпространени от Уорнър Брос и също неговата дъщерна компания First National Pictures през 1980 – 1989 г.

## 1980
| Премиера             | Заглавие                            | Оригинално заглавие                | Бележки                                                                                                   |
| -------------------- | ----------------------------------- | ---------------------------------- | --- |
| 18 януари 1980 г.    | Просто ми кажи какво искаш          | Just Tell Me What You Want         | |
| 28 февруари 1980 г.  | Саймън                              | Simon                              | разпространител; с Orion Pictures                                                                         |
| 29 февруари 1980 г.  | Деветата конфигурация               | The Ninth Configuration            | номинация за „Златен глобус“ за най-добър филм – драма                                                    |
| 28 март 1980 г.      | Когато времето изтече               | When Time Ran Out                  | |
| 28 март 1980 г.      | Том Хорн                            | Tom Horn                           | единствено разпространител; копродукция с First Artists и Solar Productions                               |
| 28 март 1980 г.      | Джилда на живо                      | Gilda Live                         | |
| 13 април 1980 г.     | Умиращ смях                         | Die Laughing                       | разпространител; с Orion Pictures                                                                         |
| 25 април 1980 г.     | Вълнения                            | Heart Beat                         | разпространител; с Orion Pictures                                                                         |
| 9 май 1980 г.        | Петък 13-и                          | Friday the 13th                    | единствено международно разпространение; американското разпространение се обработва от Paramount Pictures |
| 23 май 1980 г.       | Сиянието                            | The Shining                        | |
| 6 юни 1980 г.        | В академията                        | Up the Academy                     | |
| 11 юни 1980 г.       | Бронко Били                         | Bronco Billy                       | |
| 18 юли 1980 г.       |                                     | No Nukes                           | |
| 18 юли 1980 г.       | Шоу на колела                       | Honeysuckle Rose                   | |
| 25 юли 1980 г.       | Слуги и господари                   | Caddyshack                         | разпространител; с Orion Pictures                                                                         |
| 8 август 1980 г.     | Дяволският сюжет на доктор Фу Манчу | The Fiendish Plot of Dr. Fu Manchu | разпространител; с Orion Pictures                                                                         |
| 10 септември 1980 г. | Голямата сватка                     | The Big Brawl                      | |
| 14 септември 1980 г. | Let There Be Rock: Филмът           | AC/DC: Let There Be Rock           | |
| 26 септември 1980 г. | Божествената лудост                 | Divine Madness                     | копродукция с The Ladd Company                                                                            |
| 3 октомври 1980 г.   | Първият смъртоносен грях            | The First Deadly Sin               | разпространител; с Filmways Pictures Inc.                                                                 |
| 3 октомври 1980 г.   | Пони с един трик                    | One Trick Pony                     | |
| 3 октомври 1980 г.   | О, боже! Книга втора                | Oh, God! Book II                   | |
| 10 октомври 1980 г.  | Редник Бенджамин                    | Private Benjamin                   | |
| 31 октомври 1980 г.  | Пробуждането                        | The Awakening                      | единствено разпространение, копродукция с EMI Films и Orion Pictures                                      |
| 17 декември 1980 г.  | По всеки възможен начин             | Any Which Way You Can              | |
| 25 декември 1980 г.  | Първото семейство                   | First Family                       | |
| 25 декември 1980 г.  | Промяна на съзнанието               | Altered States                     | |

## 1981
| Премиера             | Заглавие                           | Оригинално заглавие                       | Бележки |
| -------------------- | ---------------------------------- | ----------------------------------------- | --- |
| 22 януари 1981 г.    |                                    | The Man Who Saw Tomorrow                  | |
| 11 февруари 1981 г.  | Сфинкс                             | Sphinx                                    | разпространител; с Orion Pictures                                                                            |
| 13 март 1981 г.      | Задни пътища                       | Back Roads                                | единствено разпространение; продуциран от CBS Theatrical Films, собственост на Paramount Pictures (чрез CBS) |
| 27 март 1981 г.      | Очите на непознат                  | Eyes of a Stranger                        | |
| 4 април 1981 г.      | Това е Елвис                       | This Is Elvis                             | |
| 10 април 1981 г.     | Екскалибур                         | Excalibur                                 | разпространител; с Orion Pictures                                                                            |
| 24 април 1981 г.     | Ръката                             | The Hand                                  | разпространител; с Orion Pictures                                                                            |
| 22 май 1981 г.       | Далечна земя                       | Outland                                   | американски разпространител; копродукция с The Ladd Company                                                  |
| 19 юни 1981 г.       | Супермен II                        | Superman II                               | разпространител; оригинално пуснат през декември 1980 г. в различни държави                                  |
| 17 юли 1981 г.       | Артър                              | Arthur                                    | разпространител; с Orion Pictures                                                                            |
| 24 юли 1981 г.       | Вълци                              | Wolfen                                    | разпространител; с Orion Pictures                                                                            |
| 31 юли 1981 г.       | Под дъгата                         | Under the Rainbow                         | разпространител; с Orion Pictures                                                                            |
| 21 август 1981 г.    | Принцът на града                   | Prince of the City                        | номинация за „Златен глобус“ за най-добър филм – драма разпространител; с Orion Pictures                     |
| 28 август 1981 г.    | Телесна топлина                    | Body Heat                                 | копродукция с The Ladd Company                                                                               |
| 25 септември 1981 г. | Толкова яко                        | So Fine                                   | |
| 30 октомври 1981 г.  | Наблюдател                         | Looker                                    | копродукция с The Ladd Company                                                                               |
| 20 ноември 1981 г.   | Бъгс Бъни в Шантави заешки истории | The Looney Looney Looney Bugs Bunny Movie | |
| 11 декември 1981 г.  | Борсови игри                       | Rollover                                  | разпространител; с Orion Pictures                                                                            |
| 18 декември 1981 г.  | Машината на Шарки                  | Sharky's Machine                          | разпространител; с Orion Pictures                                                                            |

## 1982
| Премиера             | Заглавие                         | Оригинално заглавие                         | Бележки |
| -------------------- | -------------------------------- | ------------------------------------------- | --- |
| 5 февруари 1982 г.   |                                  | Personal Best                               | копродукция с The Geffen Film Company |
| 12 февруари 1982 г.  | Трагедия на шута                 | Tragedy of a Ridiculous Man                 | американски разпространител; копродукция с The Ladd Company                                                                                                |
| 19 март 1982 г.      | Смъртоносен капан                | Deathtrap                                   | |
| 9 април 1982 г.      | Огнените колесници               | Chariots of Fire                            | американски разпространител; копродукция с 20th Century Fox, The Ladd Company, Enigma Productions и Allied Stars Ltd.                                      |
| 30 април 1982 г.     | Супа за един                     | Soup for One                                | |
| 21 май 1982 г.       | Лудия Макс 2                     | Mad Max 2                                   | разпространител, известен още като „Лудия Макс 2: Воинът на пътя“                                                                                          |
| 28 май 1982 г.       |                                  | The Escape Artist                           | разпространител; с Orion Pictures, продуциран от American Zoetrope                                                                                         |
| 18 юни 1982 г.       | Файърфокс                        | Firefox                                     | разпространител |
| 25 юни 1982 г.       | Блейд Рънър                      | Blade Runner                                | копродукция с The Ladd Company |
| 16 юли 1982 г.       | Секс комедия в лятна нощ         | A Midsummer Night's Sex Comedy              | разпространител; с Orion Pictures, собственост на Metro-Goldwyn-Mayer                                                                                      |
| 23 юли 1982 г.       | Светът според Гарп               | The World According to Garp                 | |
| 30 юли 1982 г.       | Нощна смяна                      | Night Shift                                 | копродукция с The Ladd Company |
| 17 септември 1982 г. | Хамет                            | Hammett                                     | коразпространен с Orion Pictures, продуциран от American Zoetrope                                                                                          |
| 1 октомври 1982 г.   |                                  | Hey Good Lookin'                            | копродукция с Bakshi Productions |
| 15 октомври 1982 г.  | Любовното дете                   | Love Child                                  | копродукция с The Ladd Company |
| 10 ноември 1982 г.   | Шоу на ужаса                     | Creepshow                                   | единствено разпространение в САЩ Международно разпространение от Paramount Pictures чрез Republic Pictures Английско разпространение от Universal Pictures |
| 12 ноември 1982 г.   | Пет дни, едно лято               | Five Days One Summer                        | продуциран от The Ladd Company |
| 19 ноември 1982 г.   | Бъгс Бъни в 1001 заешки приказки | Bugs Bunny's Third Movie: 1001 Rabbit Tales | |
| 15 декември 1982 г.  |                                  | Honkytonk Man                               | |
| 17 декември 1982 г.  | Най-добри приятели               | Best Friends                                | |

## 1983
| Премиера            | Заглавие                        | Оригинално заглавие           | Бележки |
| ------------------- | ------------------------------- | ----------------------------- | --- |
| 21 януари 1983 г.   | Денят на независимостта         | Independence Day              | |
| 17 февруари 1983 г. | Местен герой                    | Local Hero                    | разпространител; продуциран от Goldcrest Films |
| 18 февруари 1983 г. | Маса за петима                  | Table for Five                | единствено разпространение; продуциран от CBS Theatrical Films, собственост на Paramount Pictures (чрез CBS)                                           |
| 18 февруари 1983 г. | Чезнещ от любов                 | Lovesick                      | копродукция с The Ladd Company |
| 18 март 1983 г.     | Пътят към Китай                 | High Road to China            | копродукция с Golden Harvest |
| 25 март 1983 г.     | Аутсайдерите                    | The Outsiders                 | единствено разпространение в САЩ; копродукция с American Zoetrope                                                                                      |
| 1 април 1983 г.     | Смъртоносни очи                 | Deadly Eyes                   | копродукция с Golden Harvest, собственост на Fortune Star Media Ltd.                                                                                   |
| 15 април 1983 г.    |                                 | Better Late Than Never        | копродукция с Golden Harvest |
| 29 април 1983 г.    |                                 | Blue Skies Again              | |
| 3 юни 1983 г.       | Човекът с два мозъка            | The Man with Two Brains       | |
| 17 юни 1983 г.      | Супермен III                    | Superman III                  | разпространител |
| 24 юни 1983 г.      | Зоната на здрача: Филмът        | Twilight Zone: The Movie      | разпространител |
| 1 юли 1983 г.       | Строкът Ейс                     | Stroker Ace                   | международен разпространител, копродукция с Universal Pictures                                                                                         |
| 15 юли 1983 г.      | Зелиг                           | Zelig                         | разпространител; с Orion Pictures, собственост на Metro-Goldwyn-Mayer                                                                                  |
| 29 юли 1983 г.      | Семейство Гризлоуд във ваканция | National Lampoon's Vacation   | |
| 5 август 1983 г.    |                                 | Twice Upon a Time             | единствено разпространение; продуциран от Lucasfilm и The Ladd Company                                                                                 |
| 5 август 1983 г.    | Дафи Дък и фантастичния остров  | Daffy Duck's Fantastic Island | |
| 5 август 1983 г.    | Рискован бизнес                 | Risky Business                | копродукция с The Geffen Film Company |
| 12 август 1983 г.   | Куджо                           | Cujo                          | единствено разпространение |
| 7 октомври 1983 г.  | Никога не казвай никога         | Never Say Never Again         | разпространител; копродукция с Producers Sales Organization, Taliafilm и Never Say Never Again Ltd., собственост на Metro-Goldwyn-Mayer и Danjaq, LLC. |
| 21 октомври 1983 г. | Правилните неща                 | The Right Stuff               | номинация за „Оскар“ за най-добър филм номинация за „Златен глобус“ за най-добър филм – драма копродукция с The Ladd Company                           |
| 4 ноември 1983 г.   | Сделката на века                | Deal of the Century           | |
| 10 ноември 1983 г.  | Звезда 80                       | Star 80                       | копродукция с The Ladd Company |
| 24 ноември 1983 г.  | От неизвестен произход          | Of Unknown Origin             | |
| 9 декември 1983 г.  | Внезапен удар                   | Sudden Impact                 | |

## 1984
| Премиера             | Заглавие                   | Оригинално заглавие                               | Бележки |
| -------------------- | -------------------------- | ------------------------------------------------- | --- |
| 17 февруари 1984 г.  | Ласитър                    | Lassiter                                          | копродукция с Golden Harvest |
| 9 март 1984 г.       | Убийството на Майк         | Mike's Murder                                     | продуциран от The Ladd Company |
| 23 март 1984 г.      | Полицейска академия        | Police Academy                                    | копродукция с The Ladd Company |
| 30 март 1984 г.      | Лилави сърца               | Purple Hearts                                     | копродукция с The Ladd Company |
| 30 март 1984 г.      | Тарзан от рода Грейстоук   | Greystoke: The Legend of Tarzan, Lord of the Apes | |
| 13 април 1984 г.     | Двойна смяна               | Swing Shift                                       | |
| 18 май 1984 г.       | Игра на криеница           | Finders Keepers                                   | единствено разпространение; продуциран от CBS Theatrical Films, собственост на Paramount Pictures (чрез CBS)                                 |
| 1 юни 1984 г.        | Имало едно време в Америка | Once Upon a Time in America                       | продуциран от Empax Films |
| 8 юни 1984 г.        | Гремлини                   | Gremlins                                          | копродукция с Amblin Entertainment |
| 29 юни 1984 г.       | Рали Кенънбол 2            | Cannonball Run II                                 | разпространител; копродукция с Golden Harvest                                                                                                |
| 20 юли 1984 г.       | Приказка без край          | The NeverEnding Story                             | разпространител; продуциран от Constantin Film и PSO                                                                                         |
| 27 юли 1984 г.       | Лилавият дъжд              | Purple Rain                                       | |
| 3 август 1984 г.     |                            | Grandview, U.S.A.                                 | единствено разпространение; продуциран от CBS Theatrical Films, собственост на Paramount Pictures (чрез CBS)                                 |
| 17 август 1984 г.    | Стегната примка            | Tightrope                                         | |
| 24 август 1984 г.    | Кал                        | Cal                                               | разпространител; продуциран от Goldcrest Films                                                                                               |
| 21 септември 1984 г. |                            | Windy City                                        | единствено разпространение; продуциран от CBS Theatrical Films, собственост на Paramount Pictures (чрез CBS)                                 |
| 28 септември 1984 г. | Непреодолими различия      | Irreconcilable Differences                        | театрално разпространение, копродукция с Taft Entertainment                                                                                  |
| 19 октомври 1984 г.  | Малката барабанчица        | The Little Drummer Girl                           | |
| 26 октомври 1984 г.  | Американски мечтател       | American Dreamer                                  | единствено разпространение; продуциран от CBS Theatrical Films, собственост на Paramount Pictures (чрез CBS)                                 |
| 2 ноември 1984 г.    | Полетата на смъртта        | The Killing Fields                                | номинация за „Оскар“ за най-добър филм номинация за „Златен глобус“ за най-добър филм – драма разпространител; продуциран от Goldcrest Films |
| 7 ноември 1984 г.    | О, боже! Ти си дяволът!    | Oh, God! You Devil                                | |
| 16 ноември 1984 г.   |                            | Razorback                                         | разпространител |
| 7 декември 1984 г.   | Градска жега               | City Heat                                         | |
| 21 декември 1984 г.  | Протокол                   | Protocol                                          | |

## 1985
| Премиера             | Заглавие                                        | Оригинално заглавие                      | Бележки |
| -------------------- | ----------------------------------------------- | ---------------------------------------- | --- |
| 25 януари 1985 г.    | Фанданго                                        | Fandango                                 | копродукция с Amblin Entertainment                                                                                               |
| 15 февруари 1985 г.  |                                                 | Vision Quest                             | |
| 15 февруари 1985 г.  | Отвъд стените                                   | Beyond the Walls                         | единствено разпространение в САЩ                                                                                                 |
| 15 март 1985 г.      | Изгубени в Америка                              | Lost in America                          | копродукция с The Geffen Film Company                                                                                            |
| 29 март 1985 г.      | Полицейска академия 2: Тяхното първо назначение | Police Academy 2: Their First Assignment | копродукция с The Ladd Company                                                                                                   |
| 12 април 1985 г.     | Жената ястреб                                   | Ladyhawke                                | единствено разпространение в САЩ; копродукция с 20th Century Fox                                                                 |
| 9 май 1985 г.        | Седем минути в Рая                              | Seven Minutes in Heaven                  | |
| 17 май 1985 г.       |                                                 | Cracking Up                              | |
| 19 май 1985 г.       |                                                 | Doin' Time                               | копродукция с The Ladd Company                                                                                                   |
| 7 юни 1985 г.        | Дяволчетата                                     | The Goonies                              | копродукция с Amblin Entertainment                                                                                               |
| 28 юни 1985 г.       | Бледият ездач                                   | Pale Rider                               | |
| 10 юли 1985 г.       | Лудия Макс 3: Отвъд Клетката на смъртта         | Mad Max: Beyond Thunderdome              | разпространител |
| 26 юли 1985 г.       | Европейска ваканция                             | National Lampoon's European Vacation     | |
| 2 август 1985 г.     | Улица Сезам представя: Последвайте тази птица   | Sesame Street Presents Follow That Bird  | копродукция с Children's Television Workshop във връзка с Sesame Workshop и The Jim Henson Company                               |
| 9 август 1985 г.     | Голямото приключение на Пий-Уий                 | Pee-wee's Big Adventure                  | |
| 16 август 1985 г.    | Американски мълнии                              | American Flyers                          | |
| 23 август 1985 г.    | Защитникът                                      | The Protector                            | копродукция с Golden Harvest |
| 20 септември 1985 г. | Мишима: Живот в четири глави                    | Mishima: A Life in Four Chapters         | единствено разпространение; продуциран от Lucasfilm и American Zoetrope                                                          |
| 11 октомври 1985 г.  | По-добре мъртва                                 | Better Off Dead                          | единствено разпространение; продуциран от CBS Theatrical Films, собственост на Paramount Pictures (чрез CBS)                     |
| 11 октомври 1985 г.  | След работа                                     | After Hours                              | копродукция с The Geffen Film Company                                                                                            |
| 25 октомври 1985 г.  |                                                 | Krush Groove                             | |
| 1 ноември 1985 г.    | Елени                                           | Eleni                                    | единствено разпространение; продуциран от CBS Theatrical Films, собственост на Paramount Pictures (чрез CBS)                     |
| 8 ноември 1985 г.    | Мишена                                          | Target                                   | единствено разпространение; продуциран от CBS Theatrical Films, собственост на Paramount Pictures (чрез CBS)                     |
| 15 ноември 1985 г.   |                                                 | Rainbow Brite and the Star Stealer       | единствено разпространение; продуциран от DIC Entertainment и Hallmark Cards                                                     |
| 6 декември 1985 г.   | Ние, шпионите                                   | Spies Like Us                            | |
| 18 декември 1985 г.  | Пурпурен цвят                                   | The Color Purple                         | номинация за „Оскар“ за най-добър филм номинация за „Златен глобус“ за най-добър филм – драма копродукция с Amblin Entertainment |
| 25 декември 1985 г.  | Революция                                       | Revolution                               | разпространител; продуциран от Goldcrest Films                                                                                   |

## 1986
| Премиера            | Заглавие                                   | Оригинално заглавие                    | Бележки |
| ------------------- | ------------------------------------------ | -------------------------------------- | --- |
| 17 януари 1986 г.   | Кланът на пещерната мечка                  | The Clan of the Cave Bear              | копродукция с PSO |
| 14 февруари 1986 г. | Дивите котки                               | Wildcats                               | |
| 21 февруари 1986 г. | Жабокът принц                              | The Frog Prince                        | разпространител; продуциран от Goldcrest Films                                                                                               |
| 21 март 1986 г.     | Полицейска академия 3: Отново в академията | Police Academy 3: Back in Training     | |
| 3 април 1986 г.     | Полетът на драконите                       | The Flight of Dragons                  | |
| 25 април 1986 г.    | Господин Любов                             | Mr. Love                               | разпространител; продуциран от Goldcrest Films                                                                                               |
| 23 май 1986 г.      | Кобра                                      | Cobra                                  | копродукция с Cannon Films |
| 2 юли 1986 г.       | Под черешовата луна                        | Under the Cherry Moon                  | |
| 11 юли 1986 г.      | Клуб Парадайз                              | Club Paradise                          | |
| 8 август 1986 г.    | Едно щуро лято                             | One Crazy Summer                       | |
| 15 август 1986 г.   | Един мъж и една жена: 20 години по-късно   | A Man and a Woman: 20 Years Later      | |
| октомври 1986 г.    |                                            | Knights & Emeralds                     | разпространител; продуциран от Goldcrest Films                                                                                               |
| 3 октомври 1986 г.  | Около полунощ                              | Round Midnight                         | |
| 10 октомври 1986 г. | Истински истории                           | True Stories                           | |
| 10 октомври 1986 г. | Смъртоносен приятел                        | Deadly Friend                          | |
| 17 октомври 1986 г. |                                            | Ratboy                                 | |
| 31 октомври 1986 г. | Мисията                                    | The Mission                            | номинация за „Оскар“ за най-добър филм номинация за „Златен глобус“ за най-добър филм – драма разпространител; продуциран от Goldcrest Films |
| 26 ноември 1986 г.  | Брегът на комарите                         | The Mosquito Coast                     | |
| 3 декември 1986 г.  | Хипер Сапиен: Хората от друга звезда       | Hyper Sapien: People from Another Star | единствено международно разпространение; копродукция от TaliaFilm II Productions и TriStar Pictures                                          |
| 5 декември 1986 г.  | Хълмът на храбрите                         | Heartbreak Ridge                       | |
| 19 декември 1986 г. | Малкото магазинче на ужасите               | Little Shop of Horrors                 | копродукция с The Geffen Film Company |

## 1987
| Премиера            | Заглавие                              | Оригинално заглавие                  | Бележки                                                                                   |
| ------------------- | ------------------------------------- | ------------------------------------ | ----------------------------------------------------------------------------------------- |
| 28 януари 1987 г.   | Незабравимо правосъдие                | Instant Justice                      |                                                                                           |
| 12 февруари 1987 г. | На върха                              | Over the Top                         | единствено разпространение; копродукция с Cannon Films                                    |
| 6 март 1987 г.      | Смъртоносно оръжие                    | Lethal Weapon                        | копродукция с Silver Pictures                                                             |
| 20 март 1987 г.     |                                       | Burglar                              | копродукция с Nelvana                                                                     |
| 3 април 1987 г.     | Полицейска академия 4: Градски патрул | Police Academy 4: Citizens on Patrol |                                                                                           |
| 22 май 1987 г.      |                                       | It's Alive III: Island of the Alive  |                                                                                           |
| 22 май 1987 г.      | Завръщане в Сейлъмс Лот               | A Return to Salem's Lot              |                                                                                           |
| 12 юни 1987 г.      | Вещиците от Истуик                    | The Witches of Eastwick              |                                                                                           |
| 26 юни 1987 г.      | Пълно бойно снаряжение                | Full Metal Jacket                    |                                                                                           |
| 1 юли 1987 г.       | Вътрешен космос                       | Innerspace                           | копродукция с Amblin Entertainment                                                        |
| 24 юли 1987 г.      | Супермен 4: В търсене на мира         | Superman IV: The Quest for Peace     | копродукция с DC Entertainment и Cannon Films                                             |
| 31 юли 1987 г.      | Изгубените момчета                    | The Lost Boys                        | Пуснат отново през 2004 г.                                                                |
| 7 август 1987 г.    | Кое е това момиче?                    | Who's That Girl                      |                                                                                           |
| 14 август 1987 г.   |                                       | Disorderlies                         |                                                                                           |
| 9 октомври 1987 г.  |                                       | Surrender                            | единствено разпространение в САЩ; продуциран от The Cannon Group                          |
| 20 ноември 1987 г.  |                                       | Nuts                                 | номинация за „Златен глобус“ за най-добър филм – драма                                    |
| 9 декември 1987 г.  | Империята на Слънцето                 | Empire of the Sun                    | номинация за „Златен глобус“ за най-добър филм – драма копродукция с Amblin Entertainment |

## 1988
| Премиера             | Заглавие                             | Оригинално заглавие                      | Бележки |
| -------------------- | ------------------------------------ | ---------------------------------------- | --- |
| 26 февруари 1988 г.  | Безумецът                            | Frantic                                  | |
| 4 март 1988 г.       | Преместване                          | Moving                                   | |
| 11 март 1988 г.      | Изправи се и постигни                | Stand and Deliver                        | |
| 18 март 1988 г.      | Полицейска академия 5: Мисия в Маями | Police Academy 5: Assignment Miami Beach | |
| 30 март 1988 г.      | Бийтълджус                           | Beetlejuice                              | копродукция с The Geffen Film Company |
| 8 април 1988 г.      | Над закона                           | Above The Law                            | |
| 3 юни 1988 г.        | Веселата ферма                       | Funny Farm                               | |
| 8 юли 1988 г.        | Артър 2                              | Arthur 2: On the Rocks                   | |
| 13 юли 1988 г.       | Смъртоносен облог                    | The Dead Pool                            | |
| 22 юли 1988 г.       | Слуги и господари II                 | Caddyshack II                            | |
| 10 август 1988 г.    | Чист и трезвен                       | Clean and Sober                          | копродукция с Imagine Entertainment |
| 26 август 1988 г.    | Кражба на дом                        | Stealing Home                            | |
| 26 август 1988 г.    | Hot to Trot                          |                                          | |
| 9 септември 1988 г.  | Бягство към живота                   | Running on Empty                         | само разпространител за САЩ номинация за „Златен глобус“ за най-добър филм – драма                                                                                |
| 16 септември 1988 г. | Да прекосиш Деланси                  | Crossing Delancey                        | |
| 23 септември 1988 г. | Горили в мъглата                     | Gorillas in the Mist                     | международно разпространение; копродукция с Universal Pictures |
| 24 септември 1988 г. | Дафи Дък: Квактастрофи               | Daffy Duck's Quackbusters                | |
| 30 септември 1988 г. | Птицата                              | Bird                                     | |
| 7 октомври 1988 г.   | Представете си: Джон Ленън           | Imagine: John Lennon                     | |
| 7 октомври 1988 г.   | Сърцето на Клара                     | Clara's Heart                            | единствено разпространение; копродукция с MTM Enterprises |
| 25 октомври 1988 г.  |                                      | Thelonious Monk: Straight, No Chaser     | |
| 28 октомври 1988 г.  | Федерални агентки                    | Feds                                     | |
| 29 октомври 1988 г.  | Лунен пътешественик                  | Moonwalker                               | разпространител; копродукция с Lorimar Motion Pictures, MJJ Productions, Ultimate Productions и Will Vinton Productions, разпространен с Sony Music Entertainment |
| 4 ноември 1988 г.    | Когато се влюбя                      | Everybody's All-American                 | |
| 11 ноември 1988 г.   | Вик в тъмнината                      | A Cry in the Dark                        | единствено разпространение в САЩ; копродукция с The Cannon Group                                                                                                  |
| 2 декември 1988 г.   | Текила на разсъмване                 | Tequila Sunrise                          | |
| 21 декември 1988 г.  | Опасни връзки                        | Dangerous Liaisons                       | копродукция с Lorimar номинация за „Оскар“ за най-добър филм |
| 23 декември 1988 г.  | Турист по неволя                     | The Accidental Tourist                   | номинация за „Оскар“ за най-добър филм номинация за „Златен глобус“ за най-добър филм – драма                                                                     |

## 1989
| Премиера             | Заглавие                               | Оригинално заглавие                   | Бележки                                                                             |
| -------------------- | -------------------------------------- | ------------------------------------- | ----------------------------------------------------------------------------------- |
| 3 февруари 1989 г.   | Нейното алиби                          | Her Alibi                             |                                                                                     |
| 24 февруари 1989 г.  | Бърт Ригби, ти си глупак               | Bert Rigby, You're a Fool             | копродукция с Lorimar                                                               |
| 3 март 1989 г.       | Разчитайте на мен                      | Lean on Me                            |                                                                                     |
| 10 март 1989 г.      | Полицейска академия 6: Град под обсада | Police Academy 6: City Under Siege    |                                                                                     |
| 24 март 1989 г.      | Точен изстрел                          | Dead Bang                             | копродукция с Lorimar                                                               |
| 7 април 1989 г.      | Мъртво вълнение                        | Dead Calm                             | разпространител                                                                     |
| 14 април 1989 г.     | До утре                                | See You in the Morning                | копродукция с Lorimar                                                               |
| 21 април 1989 г.     |                                        | Checking Out                          | разпространител; продуциран от HandMade Films                                       |
| 5 май 1989 г.        | Как да стигнем напред в рекламата      | How to Get Ahead in Advertising       | разпространител; продуциран от HandMade Films                                       |
| 26 май 1989 г.       | Розов кадилак                          | Pink Cadillac                         |                                                                                     |
| 23 юни 1989 г.       | Батман                                 | Batman                                | копродукция с DC Entertainment и PolyGram Filmed Entertainment                      |
| 7 юли 1989 г.        | Смъртоносно оръжие 2                   | Lethal Weapon 2                       | копродукция с Silver Pictures                                                       |
| 4 август 1989 г.     | Младият Айнщайн                        | Young Einstein                        | разпространител                                                                     |
| 23 август 1989 г.    |                                        | Cookie                                | копродукция с Lorimar                                                               |
| 22 септември 1989 г. |                                        | Penn & Teller Get Killed              |                                                                                     |
| 29 септември 1989 г. | В страната                             | In Country                            |                                                                                     |
| 20 октомври 1989 г.  | Последният от рода                     | Next of Kin                           | копродукция с Lorimar                                                               |
| 3 ноември 1989 г.    |                                        | Second Sight                          | копродукция с Lorimar                                                               |
| 1 декември 1989 г.   | Коледна ваканция                       | National Lampoon's Christmas Vacation | копродукция с John Hughes Entertainment                                             |
| 13 декември 1989 г.  | Да возиш мис Дейзи                     | Driving Miss Daisy                    | единствено разпространение в САЩ и Великобритания; копродукция с The Zanuck Company |
| 20 декември 1989 г.  | Роджър и аз                            | Roger & Me                            | разпространител                                                                     |
| 21 декември 1989 г.  |                                        | The Delinquents                       | разпространител; копродукция с Village Roadshow                                     |
| 22 декември 1989 г.  | Танго и Кеш                            | Tango & Cash                          |                                                                                     |